# Caué
Caué is een district in het zuiden van het tot Sao Tomé en Principe behorende eiland Sao Tomé, ook Ilhéu das Rolas behoort tot het district.

## Geografie
Caué heeft een oppervlakte van 267 km² en 6.887 inwoners (2012) en is daarmee zowel het grootste als het minst bevolkte district. De hoofdstad is São João dos Angolares, andere plaatsen van enige betekenis zijn Dona Augusta, Henrique, Ribeira Peixe en Porto Alegre. Het district wordt in het westen begrensd door Lembá, in het noorden door Mé-Zóchi en in het oosten door Cantagalo. Het district is verder opgedeeld in twee subdistricten: São João dos Angolares, en Malanza.
Caué levert vijf zetels in de Assembleia Nacional.

## Bevolkingsontwikkeling
| Jaar | Inwoners | Aandeel totale bevolking |
| ---- | -------- | ------------------------ |
| 1940 | 6.675    | 11,0%                    |
| 1950 | 6.942    | 11,6%                    |
| 1960 | 5.874    | 9,1%                     |
| 1970 | 3.757    | 5,1%                     |
| 1981 | 4.607    | 4,8%                     |
| 1991 | 5.322    | 4,5%                     |
| 2001 | 5.501    | 4,0%                     |
| 2006 | 6.324    | 4,2%                     |
| 2012 | 6.887    | 3,7%                     |

## Sport
Twee voetbalclubs die hun thuisbasis hebben in Caué zijn Ribeira Peixe en UDRA.
Provincies: Sao Tomé (Sao Tomé) · Principe (Santo António)
Districten: Água Grande (Sao Tomé) · Cantagalo (Santana) · Caué (São João dos Angolares) · Lembá (Neves) · Lobata (Guadalupe) · Mé-Zóchi (Trindade) · Pagué (Santo António)
Eilanden: Ilhéu Bom Bom · Ilhéu das Cabras · Ilhéu Caroço · Principe · Ilhéu das Rolas · Ilhéu de Santana · Sao Tomé · Tinhosa Grande · Tinhosa Pequena